# Harry Gruyaert
Harry Gruyaert (* 25. srpna 1941 Antverpy) je belgický fotograf známý svými snímky Indie, Maroka a Egypta a také západního Irska a používáním barev. Je členem Magnum Photos. Jeho práce byly publikovány v řadě knih, byly hojně vystavovány a získaly cenu Kodak. 

## Život a práce
Gruyaert se narodil v roce 1941 v Antverpách v Belgii. V letech 1959 až 1962 studoval na Škole fotografie a filmu v Bruselu.  Začal pracovat na volné noze v Paříži, zatímco pracoval jako kameraman pro vlámskou televizi. 
V roce 1969 Gruyaert podnikl svou první cestu do Maroka.  Výsledné dílo mu v roce 1976 vyneslo Kodak Prize  a v roce 1990 vyšlo v knize Maroko. Do Indie cestoval poprvé v roce 1976 a do Egypta v roce 1987. 
V roce 1972 fotografoval letní olympijské hry v Mnichově a první lety Apolla, jak je ukazovala televize.   Tato série, TV Shots, byla poprvé vystavena v Delpire Gallery v roce 1974  a později i jinde. Kniha vyšla v roce 2007.
Gruyaert se připojil k Magnum Photos v roce 1982 a stal se řádným členem v roce 1986. 

## Inovace a přínos
Gruyaert experimentoval s barevným filmem Kodachrome pro svou dokumentární práci na konci 60. let 20. století, současně s prací Ernsta Haase, Williama Egglestona a Joela Meyerwitze, kterou američtí komentátoři nazývali jako „Nová barva“, poté další Američané Saul Leiter, Gordon Parks a Vivian Maierová v 50. letech 20. století. S Alexem Webbem byl jedním z prvních v agentuře Magnum, který fotografoval pouze barevně, když byl v roce 1982 pozván, aby se připojil.

## Publikace

### Publikace nakladatelství Gruyaert
- Lumières Blanches. Paris: Centre national de la photographie, 1986. ISBN 9782867540301. Introduction by Alain Macaire and text by Richard Nonas, translated into English by Brice Matthieussent. Published on the occasion of the Gruyaert exhibition at the Palais de Tokyo, 24 April–9 June 1986.
- Morocco
  - Morocco. Munich: Schirmer/Mosel, 1990. ISBN 9783888143922. With an interview by Brice Matthieussent.
  - Marruecos. Seville: Fundación de las Tres Culturas, 2009. ISBN 9788493628284. Text in English, French and Spanish, by Gerardo Ruiz-Rico Ruiz and Brice Mathieussent, translated by Francis Merino and Meriem Abdelaziz.
  - Maroc. Paris: Textuel, 2013. ISBN 978-2845974784.
- Made in Belgium. Paris: Nathan/Delpire, 2000. ISBN 9782851072016. Text by Hugo Claus, in Flemish and French.
- Rivages
  - Paris: Textuel, 2003. ISBN 978-2845970908. Preface by Charles-Arthur Boyer.
  - Paris: Textuel, 2008.
- Harry Gruyaert. Photo Poche series. Arles, France: Actes Sud, 2006. ISBN 978-2742761760.
- TV Shots. Göttingen: Steidl, 2007. ISBN 978-3865213754. With a text by Jean-Philippe Toussaint.
- Harry Gruyaert: Edges. Amsterdam: Mets & Schilt, 2009. ISBN 978-9053306161. Edited and with preface by Charles-Arthur Boyer.
- Moscow 1989-2009. Paris: Be-Pôles, 2010. ISBN 9782917004128. Text in French and English.
- Roots. Paris: Xavier Barral, 2012. ISBN 978-2365110235.
- Irish Summers. Gallery 51, 2020. ISBN 978-9463883245. Work made in Ireland between 1983 and 1984.

### Publikace s ostatními
- Way to Gods: Magunamu Foto: Kumano kodō, Santiago e no michi (WAY to GODS　マグナム フォト　熊野古道 サンティアゴへの道), ed. Nagasaka Yoshimitsu (永坂嘉光). Tokyo: Kawade Kobō Shinsha, 1999. ISBN 4-309-90293-6. japonsky (Additional title on front cover: Ancient Kumano Roads and Roads to Santiago.) Contains photographs of Camino de Santiago by Gruyaert and Peter Marlow, and of Kumano kodō by Marlow, Elliott Erwitt and Chris Steele-Perkins.
- Nord-pas-de-Calais Picardie. Paris: National Geographic, 2004. ISBN 978-2845821385. Photographs by Gruyaert, French-language text by Marie Desplechin.
- Tour Granite. Paris: Xavier Barral, 2009. ISBN 978-2915173345. Photographs by Gruyaert and Jean Gaumy, text by Éric Reinhardt.
- McLaren, Stephen, (editor.); MAGNUM PHOTOS. Magnum streetwise : the ultimate collection of street photography. [s.l.]: Thames and Hudson, 2019. ISBN 978-0-500-54507-2.

## Výstavy

### Samostatné výstavy
- 1974: TV Shots, Delpire Gallery, Paříž. [10]
- 2008: TV Shots, Phillips de Pury &amp; Company, Kolín nad Rýnem, Německo. [10]
- 2008: TV Shots, instalace, Paris Photo. [15]
- 2012: Moskva 1989-2009. Moskevské bienále 2012, Le Manège, Moskva. [16]
- 2012/2013: Roots, Le Botanique, Brusel. [17]
- 2015: Harry Gruyaert, Magnum Photos, Londýn, 15. září – 31. října 2015. [18]
- 2018: Retrospectieve, Fotomuseum Antwerp, Antverpy, 9. března 2018 - 10. června 2018. [19]

### Skupinové výstavy
- 1976: TV Shots: Photo Murals od Harryho Gruyaerta a Charlese Goossense, Mezinárodní centrum fotografie. [20]
- 2012: Cartier-Bresson: A Question of Colour, Somerset House, Londýn. [21] [22]

## Cena
- 1976: Vítěz ceny Kodak. [6]

## Sbírky
Gruyaertovo dílo se nachází v následujících stálých sbírkách:
- MAST, Foto/Industria, Bologna, Itálie. [23]
- Harry Ransom Center, Texaská univerzita v Austinu, TX.[24]
- Francouzská národní knihovna, Paříž.[25]
- Sbírka Davida Robertse, Londýn. [26]